# Riskaversion
Riskaversion är ett begrepp inom nationalekonomi och psykologi som betecknar motvilja att ta risker. En riskavert person kännetecknas av att vara tveksam till risk, den föredrar en låg risk framför en hög och sägs då vara riskavert. Riskaverta individer är inte villiga att ta på sig risker utan kompensation i form av positivt väntevärde. Nyttofunktionen för en person med riskaversion är konkav, vilket innebär att han eller hon värderar ytterligare tillskott till sin nytta lägre ju högre nyttan redan är. Det betyder således att nyttofunktionens andraderivata är negativ. 
Personer antas generellt vara riskaverta vilket är förklaringen till att en riskfylld investering kräver högre förväntad avkastning än en mindre riskfylld investering. Motsatsen till riskaversion kallas för spelglädje och däremellan finns riskneutralitet. Uttrycket att inte lägga alla ägg i samma korg är ett formuleringssätt för riskaversion och innebär att exempelvis placerare sprider sin risk genom att ha en portfölj av olika värdepapper, än att bara ha aktier i ett enda bolag.
Antagandet om riskaversion är helt centralt inom finansiell ekonomi och vid värdering av finansiella instrument och förståelsen av finansiella marknader.

## Etymologi
Begreppet riskaversion kommer från förledet risk, vilket innebär sannolikheten för en viss händelse och dess konsekvens, och från slutledet aversion som är synonym till motvilja. Således innebär begreppet riskaversion motvillighet till att ta risker.